# Інтент-аналіз
Інтент-аналіз (англ. intention — намір) або ана́ліз намірів — теоретико-експериментальний підхід, що дозволяє шляхом вивчення мовлення, виявити недоступний при використанні інших видів аналізу прихований сенс виступів, намірів і цілей, які впливають на дискурс.

## Інтент-аналіз
Мовленнєва поведінка індивіда в соціумі є завжди інтенціонально спрямованою і має вплив на адресата. Інтенція — це суб'єктивна спрямованість на певний предмет, активність свідомості суб'єкта Будь-який текст є продуктом мисленнєвих процесів його авторів, відтак містить одну або більше інтенцій різної спрямованості.

## Опис
Текст як засіб комунікації між автором (мовцем) та читачем (слухачем) містить комунікативні інтенції двоскладової структури. Вираження інтенції передбачає:
1. Позначення суб'єкта та
2. Ставлення до нього самого автора(мовця)

Інтент-аналіз дає змогу досліднику реконструювати ці інтенції на основі тексту — писемного або усного.
Під час інтент-аналізу тексту береться до уваги його якісне наповнення, тобто не те, про що каже автор (пор. контент-аналіз), а те, що він намагається донести. Наприклад, у запитанні Ви ще бажаєте з нами пограти? залежно від контексту можуть бути приховані інтенції погрози або заохочення на адресу суб'єкта.
Таким чином, до переліку включені звинувачення, погрози, розвінчування, протидія, демонстрація сили, заохочення, похвала тощо. Інтент-аналіз, як правило, включає два етапи: а) виявлення інтенцій; б) експертне оцінювання інтенцій, що лежать в основі висловлювання. Якщо очевидної інтенції не простежується, текст до початку другого етапу піддається переформулюванню за такою процедурою:
- Якомога стисліше виведення одиниць смислу з максимальним збереженням логіки тексту уникненням небажаних асоціацій у складовій частині лексичного значення одиниць;
- Опущення другорядних уточнювальних одиниць і вичленення від їхнього змісту.

Як правило, на другому етапі смислові одиниці зводяться до суб'єктно-предикатних структур — «пропозицій» . Тобто, інтент-аналіз доповнюється пропозиційним. Пропозиція являє собою мінімальну, добре структуровану одиницю смислу. Одне речення може містити понад одну пропозицію. Наприклад, речення Київ підтримує Грузію у збройному конфлікті з Росією містить дві пропозиції:
- Пропозиція 1: воюють (Грузія, Росія);
- Пропозиція 2: підтримує (Україна, Грузія).

Як бачимо, пропозиційними вузлами є предикати (воюють, підтримує), що виражені, як правило, дієсловами. Аргументами є Київ, Грузія, Росія.
Інтент-аналіз доцільно застосовувати на матеріалі текстів конфліктної спрямованості, зокрема політичних, пропагандистських, у текстах ЗМІ, передвиборних виступів, оскільки одним із ключових аспектів цього методу є авторська оцінка — позитивна чи негативна — описуваних об'єктів. А, наприклад, у рекламному тексті негативна оцінка об'єкта (товару чи послуги) відсутня. У конфліктних текстах присутній так званий трикутник: ми — вони (свій — чужий) — третя сторона. Кожному з цих компонентів приписується своя характеристика. Блок ми зазвичай характеризується позитивно, на адресу блоку вони висловлюються докори, засудження, погрози і т.ін. тобто, вони представляють ворога/ опонента. Третя сторона — це пересічні люди (народ), яких або заохочують або яким вони висловлюють докори.

### Перший етап
Одним із варіантів процедури інтент-аналізу під час застосування на матеріалі окреслених вище текстів є виділення на першому етапі кола обговорюваних об'єктів, а також зв'язків та відношень між ними. В основі виділення об'єкта є його значущість, що виявляється в частоті, тобто подробицях його опису й кількості згадуваних ознак (предикатів).

### Другий етап
На другому етапі кожній ознаці (предикату) приписується конкретне значення за такими факторами: моральність, динамізм, компетентність.

### Кінцевий етап
На прикінцевому етапі відбувається узагальнення результатів у вигляді переліку найчастіше згадуваних об'єктів (як правило, це людина/ група людей) із подальшою оцінкою за двополюсними шкалами моральність — аморальність, динамізм — пасивність, компетентність — некомпетентність, наприклад «+1», «0», «-1» . Насамкінець, дослідник зіставляє індивідуальні результати інтент-аналізу з результатами, одержаними іншими експертами. Якщо оцінки збігаються, то можна стверджувати про коректність процедури та адекватність експертних оцінок.

## Застосування інтент-аналізу
Під час дослідження текстів ЗМІ, політично та пропагандистського спрямування інтент-аналіз допомагає вирішувати проблеми соціально-психологічного та загальносоціального плану, наприклад щодо ступеня та якості їхнього впливу на індивідуальну та масову свідомість, виявлення ступеня викривлення «картини світу» авторами таких текстів. Пропонована нами необ'єктивна картина дійсності здатна трансформувати уявлення про світ та соціально-політичні уподобання адресатів.
Доцільно також визначати загальну тональність тексту, яка може бути нейтральною, оптимістичною чи песимістичною. Слід підкреслити, що під час аналізу текстів дослідник працює не з реальними описуваними об'єктами, а з їхнім образом, створеним автором/ авторами тексту.